# Стеванович, Наталья
Наталья Стеванович (урождённая Костич, серб. Наталија Стевановић (Костић); род. 25 июля 1994, Ниш) — сербская профессиональная теннисистка. Победительница двадцати восьми турниров ITF (14 — в одиночном разряде).

## Спортивная карьера
В 2011—2022 годах стала победительницей четырнадцати турниров ITF в одиночном разряде.
И в 2011—2023 годах стала победительницей ещё четырнадцати турниров ITF в парном разряде.

### 2023
В июне 2023 года в Илкли (Великобритания) стала победительницей 100-тысячного турнира ITF W100 в парном разряде вместе с японкой Нао Хибино, где они в финале победили Майю Хвалиньскую и Йесику Малечкову со счётом 7-6(10), 7-6(5).
В июле 2023 года прошла квалификацию и дошла до третьего круга основной сетки Уимблдонского турнира в одиночном разряде, где проиграла девятой ракетке мира чешке Петре Квитовой со счётом 3-6, 5-7.
В октябре 2023 года совместно с японкой Маи Хонтамой стали финалистками парного турнира серии WTA 250 Jasmin Open в тунисском Монастире, где они в финале проиграли дуэту итальянок Жасмин Паолини и Сара Эррани со счётом 6-2, 6-7(4), [6:10].

## Итоговое место в рейтинге WTA по годам
| Год  | Одиночный рейтинг | Парный рейтинг |
| 2023 | 185               | 181            |
| 2022 | 211               | 280            |
| 2021 | 291               | 315            |
| 2020 | 191               | 284            |
| 2019 | 168               | 304            |
| 2018 | 360               | 264            |
| 2017 | 470               | 413            |
| 2016 | 561               | 780            |
| 2015 | 829               | —              |
| 2014 | 575               | 415            |
| 2013 | 438               | 483            |
| 2012 | 450               | 755            |
| 2011 | 588               | 888            |
| 2010 | 943               | —              |